# Prodan Georgiew
Prodan Georgiew (bulg.: Продан Георгиев; * 1904; † unbekannt) war ein bulgarischer Radsportler.
Georgiew nahm 1924 bei den Olympischen Sommerspielen in Paris am Rennen über 50 Kilometer teil, das von Ko Willems gewonnen wurde. Er beendete das Rennen vorzeitig. Bei den Balkan-Meisterschaften 1931 gewann er das Straßenrennen.